# Dávid Szabó
Dávid Szabó (ur. 13 stycznia 1990 w Kazincbarcika) – węgierski siatkarz grający na pozycji atakującego; reprezentant Węgier. Od sezonu 2016/2017 występuje w tureckiej drużynie Konya Büyükşehir Belediye Spor Kulübü.

## Sukcesy klubowe
Puchar Węgier:
- 2006, 2018

Mistrzostwo Węgier:
- 2006, 2018, 2019
- 2007, 2016

Mistrzostwo Słowenii:
- 2010

Puchar CEV:
- 2011

MEVZA:
- 2013

Mistrzostwo Austrii:
- 2013

Superpuchar Włoch:
- 2013

Klubowe Mistrzostwa Świata:
- 2013